# Karantanija
Karantanija južnoslavenska država nastala u prvoj polovici 7. stoljeća na području istočnih Alpa, s približnim granicama na rijekama Dravi, Zilji i Enns, naseljena u ranom srednjem vijeku Karantancima, prema uvriježenom mišljenju, precima današnjih Slovencima. Njen teritorij danas je podijeljen između savezne pokrajine Koruške u Austriji (njem. Kärnten) i neslužbene slovenske pokrajine Koruške (slov. Koroška) u području Alpa.

## Etimologija
Naziv Karantanije izvlači podrijetlo od predrimskog plemena Karni koje je živjelo na prostoru istočnih Alpi. Prema drugom mišljenju, ime se dovodi u vezu s rimskim vojnim logorom Karnuntumom, za kojeg kroničar Pavao Đakon (8. stoljeće) tvrdi da je pogrešno prozvan Carantanum.

## Povijest
Počeci državne organizacije na prostoru Karantanije datiraju od oko 623. godine u vrijeme stvaranja moćnog slavenskog plemenski savez pod vodstvom franačkog trgovca Sama. Samovo kraljevstvo prostiralo se na području današnje Slovačke, Moravske i Donje Austrije (Niederösterreicha). Slaveni se uz pomoć Sama, trgovca oružjem, oslobađaju prevlasti Avara, nakon čega je Karantanijom (marca Vinedorum), područjem sjeverno od Karavanki, ovladao knez Valuk (Wallux dux Winedorum). Poslije Samove smrti 658. godine raspao se slavenski plemenenski savez te je Karantanija postala samostalna kneževina čije je sjedište bilo u Krnskom gradu (civitas Carantana).
Pojava karantanskih Slavena, kojima ime dolazi od naziva Carantanum, čiji je korijen po svoj prilici u plemenskom imenu Karni (Carni), zbila se negdje još 611. godine kada oni prolaze bavarskim teritorijem blizu izvora Drave i uništavaju cijelo područje. Samovom smrću ona ipak ne nestaje, već postaje samostalna kneževina. Godine 745. Karantanija je, u vrijeme vladavine kneza Boruta (o.740.-o.750.), izgubila samostalnost i postala dio Franačkog carstva pod vodstvom Karla Velikog († 814.), koji se je uz pomoć Karantanaca između 790. i 805. godine riješio i avarske opasnosti, a Avari su se potom asimilirali sa Slavenima. Oko 820. Karantanija je izgubila unutarnju samoupravu i pravo biranja vlastita kneza te je kao grofovija pod vlašću franačkog grofa pala pod izravnu franačku vlast. Godine 843. Karantanija je na osnovu Verdunskog ugovora došla pod vlast istočnofranačkog kralja Ludviga Njemačkog (Ludwig der Deutsche, 843. – 876.), ali njena povijest gubitkom samostalnosti od 745. godine pripada povijesti Franaka.
Potkraj 9. stoljeća Karantanija se razvila kao posebno vojvodstvo, a poslije prodora Mađara u Panoniju bila je svedena na svoju jezgru te je bila povezana personalnom unijom s Bavarskom. Godine 976. odvojena je od Bavarske te su se s Karantanskim vojvodstvom sjedinile Karantanska, Podravska, Savinjska, Kranjska, Istarska, Furlanska i Veronska krajina, te nekoliko grofovija na Muri i Aniži, zbog čega je formirana Velika Karantanija, koja je obuhvaća čitavo današnje slovensko područje.
Ime Karantanija očuvano je u suvremenim nazivima Koroška i Kärntena, a slavenski potomci, narod koji danas tamo živi, su iz tog imena u opreci sa susjednim neslavenskim pukom nazvao sebe Slovencima. 
Slovenci i Slovaci, jedini su narodi, koji su sačuvali slavensko u imenu, iako se taj naziv javlja i regionalno kod značajnog djela Hrvata (Slavonci).

### Karantanski vladari
Slijed karantanskih vladara ide ovim redoslijedom: Samo (kralj; 623. – 658.), Valuk (oko 631.), Borut (o.740.-o.750.), Gorazd (750. – 751.), Hotimir (751. – 769.), Valtunk (772.-o.790.), Pribislav (o. 800.), Semik (početak 9. stoljeća); Stojmir; Etgar (o.820. – 828.). Među ovima postoji i jedan legendarni knez, to jest Ingo. Prema najnovijim otkrićima arheologa te povjesničara – n.pr. Franza Glasera i Franza Nikolascha je bio povjesna osoba također knez Domicijan, čije vladanje stavljaju povjesničari iza Valtunka a ispred Pribislava, to jest do početka carevanja Karla Velikoga, dakle do oko 802. godine.